# 雅尼娜·达尔塞
雅尼娜·达尔塞（法語：Janine Darcey，1917年1月14日—1993年10月1日），出生於塞納河畔阿涅爾，法国女演员，1938年度蘇珊娜·比安凱蒂獎得獎者。

## 外部連結
- Janine Darcey在互联网电影资料库（IMDb）上的資料（英文）